# Francesco Bertazzoli

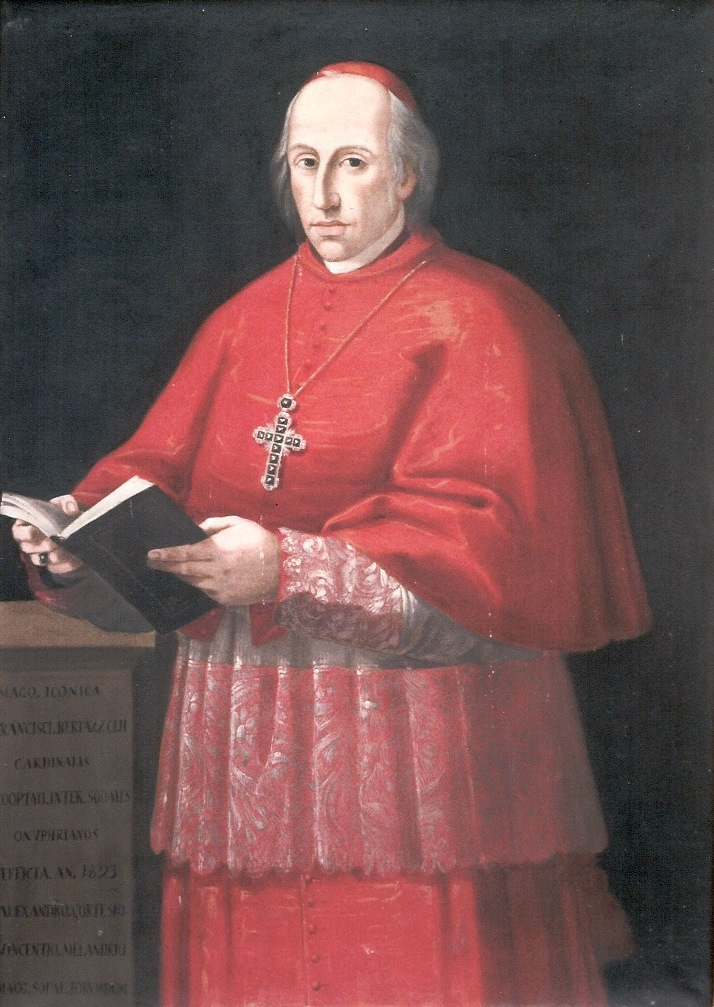
Francesco Bertazzoli als Kardinal

Francesco Bertazzoli (* 1. Mai 1754 in Lugo, Emilia-Romagna; † 7. April 1830 in Rom) war ein italienischer Geistlicher, Bischof und Kardinal.

## Leben

### Ausbildung und frühe Jahre
Der Abkömmling einer Adelsfamilie studierte an der Universität Bologna und erwarb dort den akademischen Grad eines Doctor iuris utriusque sowie den eines Doctor theologiae am 20. Oktober 1778.
Die Priesterweihe empfing er 1777. Er wurde nach seiner Promotion Professor der Theologie am Seminar in Lugo. In dieser Funktion lernte er den seinerzeitigen Bischof von Imola Gregorio Barnaba Chiaramonti OSBCas kennen, der später als Pius VII. Papst werden sollte, dieser ernannte Bertazzoli zu seinem Haustheologen. Im Jahr 1796 versuchte Francesco Bertazzoli, beim Aufstand der Bevölkerung von Imola gegen die französische Armee zu vermitteln; 1799, nach der Besetzung durch österreichische Truppen, wurde er Mitglied im Regierungsrat der Stadt. Er lieh Kardinal Chiaramonti die notwendige Geldsumme, damit dieser zum Konklave 1799–1800 nach Venedig reisen konnte, wo er zum Papst gewählt wurde. Pius VII. bot Bertazzoli den Bischofssitz von Montalto an, doch er lehnte ab. Am 10. April 1802, einen Tag nach dem Tod von Gregorio Bandi, dem Hauskaplan Papst Pius’ VI., wurde Francesco Bertazzoli nach Rom berufen, wo er in den Dienst der Kurie trat. Noch vor dem 1. Mai 1802 wurde er zum Hausprälat Seiner Heiligkeit und zum Kanonikus von Santa Maria Maggiore berufen.

### Bischofsamt
Am 24. Mai 1802 wurde Francesco Bertazzoli vom Papst zum Titularerzbischof von Edessa in Osrhoëne sowie zum Almosenier Seiner Heiligkeit berufen und zwei Tage später zum Päpstlichen Thronassistenten ernannt. Die Bischofsweihe spendete ihm am 30. Mai desselben Jahres der Kardinalbischof von Frascati Henry Benedict Stuart; Mitkonsekratoren waren die Kurienbischöfe Giovanni Coppola und Angelo Cesarini. Er begleitete den Papst auf dessen Reise nach Frankreich 1804 und assistierte am 2. Dezember desselben Jahres bei der Krönung Napoleons I. zum Kaiser der Franzosen. Nach der Einnahme Roms durch französische Truppen zog er sich in seinen Heimatort Lugo zurück Im Frühjahr 1811 rief Napoleon ihn nach Paris, damit Bertazzoli – der als charakterschwach galt – seinen Einfluss auf den Papst geltend machen konnte. Nach langen Verhandlungen mit Kardinal Joseph Fesch durfte Bertazzoli zusammen mit Kardinal Alphonse-Hubert de Latier de Bayane den Papst besuchen, der zu jener Zeit in Savona gefangengehalten wurde, Bertazzolis Einfluss auf den Papst eröffnete schließlich den Weg zu einem Kompromiss. Noch 1811 wurde Bertazzoli von Napoleon zum Bischof von Piacenza nominiert, dies blieb jedoch wirkungslos. Er begleitete den Papst, als dieser zwischen dem 9. Juni und dem 19. Juni 1812 von Savona nach Fontainebleau verbracht wurde. Er war der einzige Gefährte des Papstes in dessen Gefangenschaft und dürfte so dazu beigetragen haben, dass Pius VII. am 25. Januar 1813 das Konkordat von Fontainebleau unterzeichnete. Nachdem Pius VII. am 24. März 1813 das Konkordat widerrufen hatte, blieb Bertazzoli weiterhin beim Papst und begleitete diesen auf der Reise nach Savona im Januar und Februar 1814 und nach Rom von März bis Mai desselben Jahres. Er nahm seine Position als päpstlicher Kaplan wieder ein und beteiligte sich ab dem Frühjahr 1814 unter Kardinal Bartolomeo Pacca an der Wiederherstellung der kirchlichen Verhältnisse und wurde Mitglied mehrerer Kongregationen der Römischen Kurie.

### Kardinalat
Papst Pius VII. erhob ihn im Konsistorium vom 10. März 1823 zum Kardinalpriester und verlieh ihm am 16. Mai desselben Jahres Santa Maria sopra Minerva als Titelkirche. Francesco Bertazzoli nahm am Konklave 1823 teil, bei dem Leo XII. zum Papst gewählt wurde. Vom 28. August 1824 bis zu seinem Tod war Kardinal Bertazzoli Präfekt der Studienkongregation, die durch die Apostolische Konstitution Quod divina sapientia begründet worden war. Kardinal Bertazzoli war eng befreundet mit Kardinal Mauro Alberto Cappellari, dem späteren Papst Gregor XVI. Am 15. Dezember 1828 wurde er Kardinalbischof von Palestrina. Er war Teilnehmer des Konklave 1829, das Pius VIII. zum Papst wählte.
Francesco Bertazzoli starb überraschend am 7. April 1830 und wurde in seiner ehemaligen Titelkirche Santa Maria sopra Minerva beigesetzt. Zu seinem Testamentsvollstrecker setzte er Kardinal Cappellari ein.